# Mette Wolf
Mette Wolf (født 1. juni 1972 i Haderslev) er en dansk teaterdirektør og dramaturg. Hun var fra 2015-2024 teaterdirektør for Nørrebro Teater, København og fra august 2024 teaterdirektør på Folketeatret, København.
Mette Wolf er uddannet cand.mag. i Dramaturgi fra Aarhus Universitet i 2001 og i Kultur, Medier og Formidling fra Københavns Universitet i 1998.
Mette Wolf har beskæftiget sig med scenekunst i en lang række sammenhænge som dramaturg, manuskriptudvikler, redaktør, underviser og anmelder. 
Hun har desuden været tekst- og manuskriptforfatter på forskellige revyer, shows og forestillinger, bl.a. Tørklædemonologerne og Cirkus Summarum og stået bag nybearbejdelser af en række klassiske teaterforestillinger, som fx Et Drømmespil af August Strindberg, Melodien der blev væk af Kjeld Abell og Livsens Ondskab af Gustav Wied. 
I 2023 blev Mette Wolf valgt som forperson for branche- og arbejdsgiverforeningen Dansk Teater. 

## Udgivelser
- Teatermanifester af Mette Wolf Iversen og Nicole Langkilde, Lindhardt og Ringhof 2000